# NFL Top 100
La NFL Top 100 è l'annuale lista dei migliori giocatori della National Football League. Le classifiche sono basate sui voti dei giocatori NFL che giudicano i propri colleghi sulle prestazioni della stagione precedente (quindi, ad esempio la NFL Top 100 2024 era basata sulla stagione 2023 della National Football League). La classifica viene svelata su NFL Network in più episodi, dieci giocatori alla volta, dal numero 100 fino al numero 1. Solo i giocatori che saranno attivi nella stagione successiva possono essere votati. Al 2024, nelle quattordici edizioni della classifica, Tom Brady è il giocatore che è stato votato al primo posto più volte, con quattro (2011, 2017, 2018 e 2022), seguito da Patrick Mahomes con due (2021,2023). 

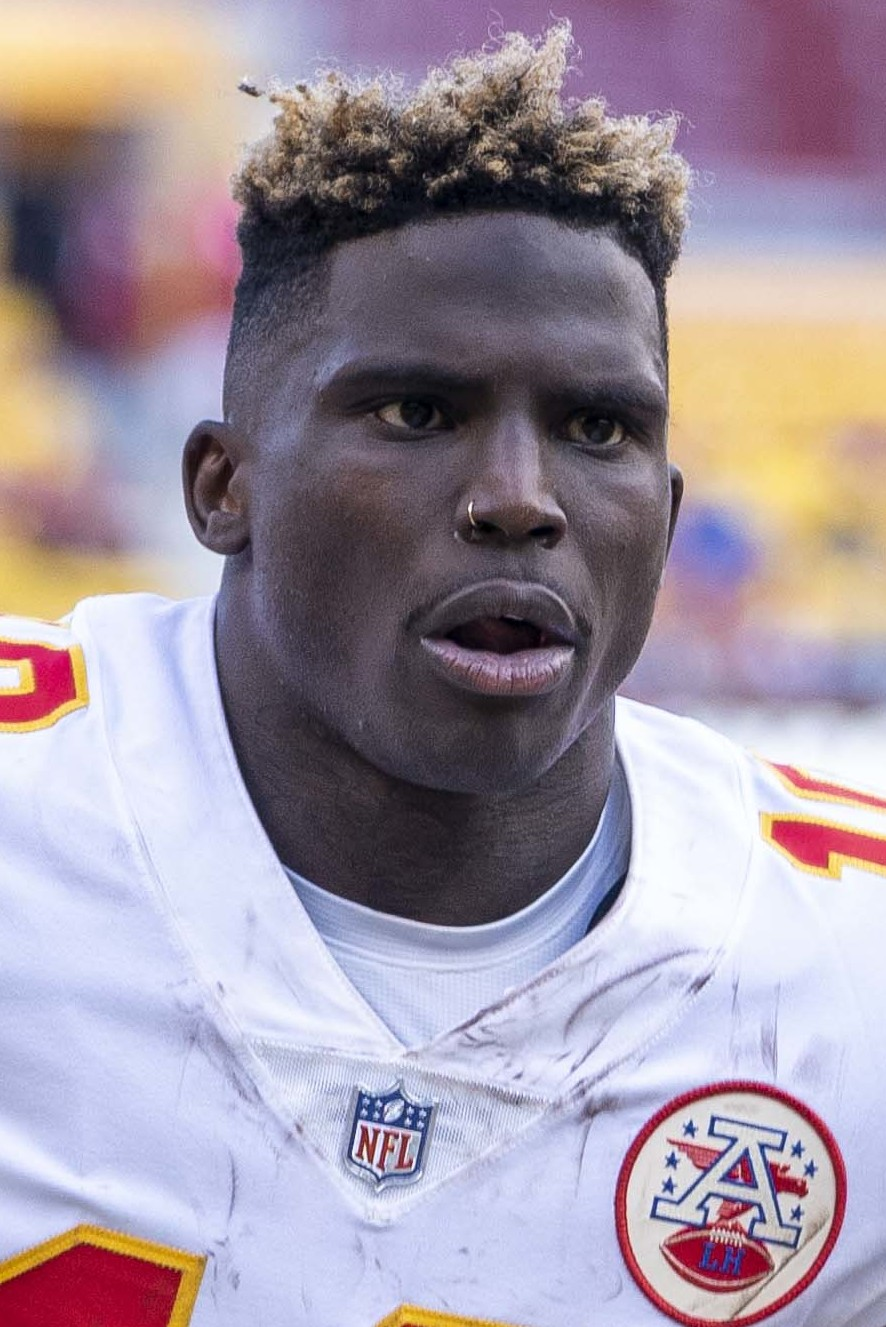
Il wide receiver Tyreek Hill primo classificato nella NFL Top 100 del 2024

## Classifiche
| Stagione | Stagione | Episodi | Trasmissione originale | Trasmissione originale | Primo posto     | Primo posto          | Note        |
| Stagione | Stagione | Episodi | Prima puntata          | Ultima puntata         | Giocatore       | Squadra              | Note        |
| -------- | -------- | ------- | ---------------------- | ---------------------- | --------------- | -------------------- | ----------- |
|          | 1        | 11      | 30 aprile 2011         | 3 luglio 2011          | Tom Brady       | New England Patriots | [ 2 ]       |
|          | 2        | 11      | 28 aprile 2012         | 27 giugno 2012         | Aaron Rodgers   | Green Bay Packers    | [ 3 ] [ 4 ] |
|          | 3        | 11      | 27 aprile 2013         | 27 giugno 2013         | Adrian Peterson | Minnesota Vikings    | [ 5 ]       |
|          | 4        | 11      | 10 maggio 2014         | 9 luglio 2014          | Peyton Manning  | Denver Broncos       |             |
|          | 5        | 11      | 6 maggio 2015          | 8 luglio 2015          | J.J. Watt       | Houston Texans       |             |
|          | 6        | 11      | 4 maggio 2016          | 6 luglio 2016          | Cam Newton      | Carolina Panthers    |             |
|          | 7        | 11      | 1º maggio 2017         | 26 giugno 2017         | Tom Brady       | New England Patriots | [ 6 ]       |
|          | 8        | 11      | 30 aprile 2018         | 25 giugno 2018         | Tom Brady       | New England Patriots |             |
|          | 9        | 11      | 22 luglio 2019         | 31 luglio 2019         | Aaron Donald    | Los Angeles Rams     |             |
|          | 10       | 11      | 26 luglio 2020         | 29 luglio 2020         | Lamar Jackson   | Baltimore Ravens     |             |
|          | 11       | 11      | 15 agosto 2021         | 28 agosto 2021         | Patrick Mahomes | Kansas City Chiefs   |             |
|          | 12       | 11      | 14 agosto 2022         | 28 agosto 2022         | Tom Brady       | New England Patriots |             |
|          | 13       | 10      | 24 luglio 2023         | 7 luglio 2023          | Patrick Mahomes | Kansas City Chiefs   |             |
|          | 14       | 9       | 22 luglio 2024         | 2 agosto 2024          | Tyreek Hill     | Miami Dolphins       |             |